# 인천퀴어문화축제
인천퀴어문화축제(Incheon Queer Culture Festival)는 대한민국의 성소수자 축제이자 문화 축제로, 2018년 9월 8일 인천광역시 중구에서 시작되었다. 제2회 축제는 2019년 8월 31일 부평역 북부광장에서 열렸다. 약칭으로 인퀴라고도 한다.

## 제1회 축제
동구청에서는 장소에 대한 불허가 났지만 경찰에는 집회 신고가 되어 이를 막고자 하는 반대하는 주민들과의 마찰이 있었다. 반대측과의 충돌로 부스 설치를 하지 못하고 반대측에서 좌판 설치도 방해하였으나 참여 단체 중 일부에서 광장에 일시적으로 좌판을 설치하여 행사를 진행했으며, 행진은 원래 계획된 경로를 전부 행진하지 못하고 그 일부만을 느린 속도로 행진하는데 그쳤다.

### 진행과정
조직위원회는 인천퀴어문화축제는 동인천역 북광장에서 개최하고, 퍼레이드는 동인천역 주변을 행진하는 계획으로 집회신고를 마쳤으나 인천광역시 동구청은 안전요원 및 주차장 미확보를 이유로 동인천역 광장에서의 행사 불허를 통보했다. 이에 대하여 조직위는 동구청의 이 같은 조치에 행정심판을 청구하였다.
조직위원회는 사용 불허된 동인천역 광장에서의 행사는 진행하지 못하였고 별개로 거리 행진 퍼레이드를 진행하고자 하였으나 퀴어 퍼레이드는 동인천역에서 출발해 동인천역으로 돌아오는 행진이 행사 반대 측의 방해로 인해 무산되었고, 일부 참가자와 장비는 행사장 안으로 들어가지 못했다. 이때 일부 특정 종교단체의 사람들, 신자들이 물리적 폭력과 욕설을 하기도 했다. 행진을 반대하는 시위에 참가한 사람 중 일부는 경찰에 합법적으로 신고된 집회를 방해한 혐의 등으로 입건되었다.

### 일부 기독교 단체의 행동
축제 반대 측 인천기독교총연합회와 보수 시민단체 관계자들은 '동성애 법제화 반대'라고 적힌 검은색 티셔츠를 입고 행사장에 진입하기 위해 경찰과 실랑이를 벌였다. 이들은 "이번에 인천에서 퀴어축제가 열리면 앞으로도 계속 열릴 것"이라며 "행사를 막아야 한다"고 주장했다. 이 일부 교회와 기독교쪽 인사들은 이 성소수자 행사를 놔두면 계속 개최할 것이라면서 반대 이유를 밝혔다. 그러나 이들이 집회에 참석 허가를 받은 것은 아니었다.
일부 반대 집회 참가자들은 축제장에 난입해 연좌 농성을 하듯 바닥에 드러누워 행사 진행을 막았다. 일부 진행자들과 시민운동가들이 이들과 실랑이를 벌이기도 했다. 행사에 참여한 한 퀴어문화축제 진행자는 이를 두고 "한국 성소수자 운동 역사상, 린치를 당하다시피 한 이런 폭력 범죄 현장은 거의 처음이다."라고 의견을 밝히기도 했다. 성소수자에 대한 ‘집단적 린치’, ‘일방적 테러’라는 우려와 비판의 목소리가 나오는 가운데 축제조직위원회는 16개 연대단체, 성소수자 차별반대 무지개행동 등과 10일 오후 2시 30분 긴급 기자회견을 열고 “경찰이 소극적인 태도로 일관해 혐오범죄를 방조했다”고 주장했다.

## 제2회 축제
2019년 8월 31일 부평역 북부광장에서 열렸다. 작년과 달리 행사가 큰 방해를 받지 않고 진행되었으며, 대사관등도 참여했다.

## 같이 보기
- 퀴어문화축제
- 서울퀴어문화축제
- 대구퀴어문화축제
- 부산퀴어문화축제
- 광주퀴어문화축제
- 전주퀴어문화축제
- 제주퀴어문화축제
- 경남퀴어문화축제
- 대한민국의 성소수자 행사
- 대한민국의 성소수자 권리
- 대한민국의 성소수자 목록
- 대한민국의 성소수자
- 대한민국의 성소수자 인권단체

## 관련 자료
- 인천 첫 퀴어축제에 기독교단체 반대 집회…일부 마찰 한겨레신문 2018.09.08.
- 인천 퀴어문화축제에 기독교 단체 등 반대 집회…일부 마찰도 발생 아시아투데이 2018.09.08.